# Le Quotidien d'Oran
Le Quotidien d'Oran est un quotidien généraliste indépendant algérien en langue française.

## Création et historique
Le premier numéro est paru le 14 décembre 1994. Fondé par un groupe de citoyens, sa nature juridique est particulière. Société par actions, ses actionnaires sont au nombre de 87 détenteurs chacun d'une à dix actions.
Le Quotidien d'Oran est l'un des rares titres de presse en Algérie à disposer de sa propre imprimerie.

## Création de logo
Le logo de Le Quotidien d'Oran a été créé et élaboré par Brikci Tani Abdelmadjid.

Logo du quotidien d'Oran.

## Contenu et format
Le journal utilise le format tabloïd (41 cm x 29 cm environ).
Le Quotidien d'Oran est un quotidien généraliste qui traite aussi bien de politique intérieure que de sport, de culture ou d'actualité internationale. Toutefois, il consacre une place particulière à l'actualité de la ville d'Oran et de sa région. Parmi les rubriques phares du journal : 
- Raïna Raïkoum (qui veut dire "Notre opinion, votre opinion"): chronique de Kamel Daoud en page 3[2].
- Les pages Proximité qui présentent l'actualité d'Oran et de l'ouest algérien en général.
- L'éditorial en dernière page du journal.

En outre, Le Quotidien d'Oran est connu pour ses pages réservées au débat et à l'analyse (notamment dans l'édition du jeudi). Cela lui donne la réputation d'un quotidien sérieux et prisé par les élites algériennes.

## Journalistes duQuotidien d'Oran, passés ou présents
- Kamel Daoud

## Site Internet
Le Quotidien d'Oran possède un site web. Contrairement à plusieurs de ses concurrents (El Khabar, El Watan,...), le journal ne possède aucune présence sur les réseaux sociaux tels que Facebook ou Twitter.
Le 13 novembre 2008, le site internet a été la cible de hackers marocains en raison des prises de position du journal en faveur de la cause de l'autodétermination du peuple sahraoui.

## Tirage
Longtemps considéré comme étant le premier quotidien francophone du pays, il semblerait que Le Quotidien d'Oran se soit fait devancer ces dernières années par El Watan (dont le chiffre de tirage de 155 364 exemplaires pour l'année 2010 a été certifié par l'OJD). Il faut souligner que Le Quotidien d'Oran est le seul journal algérien (avec El Khabar) à respecter le Code de l'information algérien qui exige la publication des chiffres de tirage. Pour le mois de septembre 2011, les chiffres ont oscillé entre 130 000 et 135 000 exemplaires. Quelques exemples: 130 434 exemplaires (numéro 5098), 131 781 (numéro 5101), 132 679 exemplaires (numéro 5108), 134 058 exemplaires (numéro 5115). 
Les derniers chiffres officiels remontent à l'année 2006. Le Quotidien d'Oran affichait un tirage de 149 900 exemplaires selon le Ministère de la communication algérien. Ce chiffre le classe en 2e position des tirages de la presse quotidienne algérienne et en 1re position si l'on ne tient compte que des quotidiens francophones.
En juillet 2007, le quotidien arabophone El Khabar a publié un sondage réalisé par l'institut IMMAR. Ce sondage classe Le Quotidien d'Oran en 2e position des quotidiens les plus lus de la région de l'ouest de l'Algérie. Le Quotidien d'Oran se classe 6e pour les régions est et sud et en 9e place pour la région du centre du pays.